# Holt kód megszüntetése
A fordítóprogram-elméletben a holt kód megszüntetése (más néven DCE – dead code elimination, holt kód eltávolítása, holt kód csupaszítása, vagy holt kód tisztítása) egy fordítóprogram optimalizációja, hogy eltávolítsa azokat a kódokat, amik nincsenek hatással a program eredményeire. Eltávolítani ilyen kódot számos előnnyel jár: csökkenti a program méretét, fontos szempont néhány összefüggésben, és megengedi a futó programnak, hogy elkerüljön lényegtelen műveleteket, amik csökkentik a futási időt. Ezáltal elérhetővé válik további optimalizáció a program szerkezetének egyszerűsítésével. Holt kód alatt értünk olyan kódokat, amiket sosem lehet végrehajtani (elérhetetlen kód), és olyan kódokat, amik csak holt változókra hatnak (megírva, de sosem olvasva újra), amik lényegtelenek a programnak.

## Példák
Tekintsük a következő C-ben írt példát.
```
 
int
 
foo
(
void
)

 
{

   
int
 
a
 
=
 
24
;

   
int
 
b
 
=
 
25
;
 
/* Hozzárendelés holt változóhoz  */

   
int
 
c
;

   
c
 
=
 
a
 
*
 
4
;

   
return
 
c
;

   
b
 
=
 
24
;
 
/* Elérhetetlen kód */

   
return
 
0
;

 
}

```

A változók egyszerű elemzése megmutatja, hogy b változót az első értékadást követően nem használják foo függvény belsejében. Továbbiakban b helyi változóként van deklarálva a foo függvényben, szóval ezt a változót nem lehet a foo függvényen kívül használni. Így a b változó halott, és az optimalizáló visszakövetelheti ennek a változónak a tárhelyét és megszünteti az inicializálását.
Továbbá, mivel az első return utasítást feltétel nélkül hajtják végre, egyetlen megvalósítható út sem éri el a b-hez tartozó második hozzárendelést. Így a hozzárendelés elérhetetlen és eltávolítható. Ha az eljárásnak bonyolultabb vezérlési folyamata van, például egy címke a return utasítás után és egy goto az eljárás más részén, akkor megvalósítható végrehajtási útvonal állhat fenn a b hozzárendeléshez. 
Annak ellenére, hogy egyes számításokat a függvényben hajtanak végre, értékeik nem kerülnek tárolásra a függvényen kívül elérhető helyeken. Továbbá, mivel a függvény statikus (96) értéket ad vissza, egyszerűsíthető a visszaadott értékre (ezt az egyszerűsítést állandó hajtogatásnak nevezzük). 
A legtöbb fejlett fordítónak lehetősége van aktiválni a holtkód-eltávolítást, néha változó szinten. Alacsonyabb szint csak azokat az utasításokat távolíthatja el, amelyek nem hajthatók végre. Előfordulhat, hogy egy magasabb szint nem foglal helyet a nem használt változók számára. Egy még magasabb szint meghatározhat olyan utasításokat vagy funkciókat, amelyek semmilyen célt nem szolgálnak, és kiküszöböli azokat. 
A holt kód megszüntetésének általános használata alternatívája az opcionális kód felvételnek egy előfeldolgozón keresztül. Vegye figyelembe a következő kódot. 
```
 
int
 
main
(
void
)
 
{

   
int
 
a
 
=
 
5
;

   
int
 
b
 
=
 
6
;

   
int
 
c
;

   
c
 
=
 
a
 
*
 
(
b
 
/
 
2
);

   
if
 
(
0
)
 
{
   
/* DEBUG */

     
printf
(
"%d
\n
"
,
 
c
);

   
}

   
return
 
c
;

 
}

```

Mivel a 0 kifejezés mindig hamisra fog értékelni, az if utasítás belsejében lévő kódot soha nem lehet végrehajtani, és a holt kód megszüntetése teljesen eltávolítja az optimalizált programból. Ez a technika gyakori a hibakeresés során, ha opcionálisan aktiválják a kódblokkokat; Az optimalizáló használata holt kód megszüntetésével feleslegessé teszi az előfeldolgozó használatát ugyanazon feladat végrehajtásához.
A gyakorlatban az optimalizáló által talált holt kód nagy részét az optimalizáló más átalakításai hozzák létre. Például az operátor erősségének csökkentésére szolgáló klasszikus technikák új számításokat illesztenek be a kódba, és a régebbi, drágább számításokat holtakká teszik.  későbbi holtkód-eltávolítás eltávolítja ezeket a számításokat, és befejezi a hatást (anélkül, hogy megnehezítené az erő-csökkentő algoritmust).
Történelmileg az elhalt kód eltávolítását az adatfolyam-elemzésből származó információk felhasználásával hajtották végre. A statikus egyszeri hozzárendelési formanyomtatványon (SSA) alapuló algoritmus megjelenik Ron Cytron és munkatársai eredeti SSA formátumú folyóiratcikkében. Robert Shillingsburg (más néven Shillner) továbbfejlesztette az algoritmust, és kifejlesztett egy társalgoritmust a haszontalan vezérlés-áramlás műveletek eltávolítására.

## Dinamikus holt kód megszüntetése
A holt kódot feltétel nélkül halottnak tekintik. Ezért észszerű megkísérelni eltávolítását annak megszüntetésével a fordítás idején.
A gyakorlatban azonban az is gyakori, hogy a kódrészek csak bizonyos körülmények között képviselik az elhalt vagy elérhetetlen kódokat, amelyek a fordítás vagy összeállítás idején nem ismertek. Ilyen feltételeket különböző futtatókörnyezetek (például egy operációs rendszer különböző verziói, vagy egy adott célkörnyezetbe betöltött illesztőprogramok vagy szolgáltatások különböző készletei és kombinációi) szabhatnak meg, amelyek eltérő kódokat igényelhetnek a kódban, de ugyanakkor a többi esethez feltételesen holt kód lesz. Ezenkívül a szoftver (például egy illesztőprogram vagy helyi szolgáltatás) konfigurálható úgy, hogy bizonyos funkciókat tartalmazzon vagy kizárjon a felhasználói preferenciáktól függően, használhatatlanná téve a kódrészeket egy adott forgatókönyv esetén. Noha moduláris szoftvereket lehet fejleszteni a könyvtárak dinamikus betöltésére csak igény szerint, a legtöbb esetben nem lehet csak a vonatkozó rutinokat betölteni egy adott könyvtárból, és még ha ez támogatott is lenne, a rutin továbbra is tartalmazhat kódrészleteket, amelyek képesek egy adott forgatókönyvben halott kódnak kell tekinteni, de már összeállításkor sem lehetett kizárni. 
A kereslet dinamikus detektálására, a függőségek azonosítására és feloldására, az ilyen feltételesen elhalt kód eltávolítására, valamint a fennmaradó kód újrakombinálására használt technikákat töltéskor vagy futás közben dinamikus holtkód-eliminációnak vagy dinamikus holt utasítás-eliminációnak nevezzük.
A legtöbb programozási nyelv, fordító és operációs rendszer nem, vagy alig nyújt nagyobb támogatást, mint a könyvtárak dinamikus betöltése és a késői összekapcsolás, ezért a dinamikus holtkód-eltávolítást alkalmazó szoftver nagyon ritka az idő előtt összeállított vagy az assembly nyelvekkel együtt. A futás idejű fordítást végző nyelvi implementációk azonban dinamikusan optimalizálódhatnak a holt kód megszüntetésére.
Bár meglehetősen eltérő fókusszal, néha hasonló megközelítéseket is alkalmaznak a dinamikus szoftverfrissítéshez és a gyorsjavításhoz.

## Fordítás
Ez a szócikk részben vagy egészben  a   Dead code elimination című angol Wikipédia-szócikk ezen változatának fordításán alapul.  Az eredeti cikk szerkesztőit annak laptörténete sorolja fel. Ez a jelzés csupán a megfogalmazás eredetét és a szerzői jogokat jelzi, nem szolgál a cikkben szereplő információk forrásmegjelöléseként.